# THE BADDEST 〜Only for lovers in the mood
『THE BADDEST 〜Only for lovers in the mood』（ザ バデスト オンリー フォー ラバーズ イン ザ ムード）は、久保田利伸のコンピレーション・アルバム。
2002年7月24日、SME Recordsから発売された。

## 概要
初のコンピレーション・アルバム。発売日は久保田の40歳の誕生日当日であった。
本作は久保田が自身の過去の作品の中からスウィートなラブソングを完全選曲した特別盤。
コラボレーションとして久保田と朋友である作家、山田詠美による書き下ろし小説『ウォッカ・ニート』を同梱した、完全生産限定トールBOXパッケージで発売された。

## 収録曲
1. No Lights...Candle Light （United Groove Version）
2. Too Lite 2 Do
3. Angel
4. 6 TO 8
5. シルクの愛が欲しくって
6. TILL SHE COMES
7. In The Mood （Original performance by The Whispers）
8. Love Reborn （KC'S "WHAT'CHA GONNA DO?" REMIX）
9. Shooting Star
10. Jam With Me
11. Let's Make One Shadow
12. Get It Together
13. Just The Two Of Us （Smooth R&B Remix）（Duet with Caron Wheeler）